# 张云 (1921年)
张云（1921年5月—2023年1月12日），山西原平人，中国人民解放军正军职离休干部、原总后勤部司令部物资计划管理局副局长。

## 生平
张云1937年10月参加革命工作并入伍，1938年5月加入中国共产党。历任战士、文书、译电员、股长、副科长、科长、副处长、处长、厂长，总后勤部物资部副部长等职。
2023年1月12日，张云因病于北京逝世，享年101岁。讣告刊登在4月10日的《解放军报》。